# Iwan Naumowycz
Iwan Naumowycz, także spotykany zapis: Naumowicz (ur. 2 stycznia?/14 stycznia 1826 w Kozłowie, zm. 4 sierpnia?/16 sierpnia 1891 w Noworosyjsku) – ukraiński duchowny greckokatolicki, a następnie prawosławny, jeden z liderów ruchu moskalofilskiego.
W młodości utożsamiał się z polskim ruchem niepodległościowym, jednak w czasie Wiosny Ludów ostatecznie zadeklarował się jako przedstawiciel Rusinów galicyjskich. W 1851 przyjął święcenia kapłańskie. W pierwszych latach działalności duszpasterskiej zainicjował ruch na rzecz oczyszczenia rytu bizantyjsko-ruskiego z elementów pochodzenia łacińskiego. Spotkał się z żywym odzewem wśród innych kapłanów greckokatolickich, jednak został również oskarżony o szerzenie sympatii proprawosławnych i prorosyjskich i zmuszony do zakończenia działań w tym kierunku. Podjął wówczas pracę na rzecz szerzenia oświaty wśród Rusinów galicyjskich; redagował pisma popularnonaukowe „Ruska Rada” i „Nauka”. W 1866 na łamach pisma „Słowo” opublikował pod pseudonimem tekst Spojrzenie w przyszłość, który stał się jednym z manifestów moskalofilstwa. Zadeklarował w nim jedność narodową nie tylko Ukraińców żyjących pod panowaniem austriackim i rosyjskim, ale także Ukraińców i Rosjan tworzących grupę określaną jako russkije, zaś język rosyjski uznał za wspólny dla wszystkich wschodnich Słowian. Współtworzył Towarzystwo im. Mychajła Kaczkowśkiego.
W 1882 w związku z aferą Hniliczek został skazany na osiem miesięcy pozbawienia wolności za zakłócanie porządku publicznego. Powodem postawienia go w stan oskarżenia było nakłonienie grupy chłopów ze wsi Hniliczki do konwersji na prawosławie. W tym samym roku został wykluczony z Kościoła greckokatolickiego. Nie zaprzestał krytyki latynizacji tegoż Kościoła, Kościołowi katolickiemu zarzucał naruszenie zasad równości obrządków, których poszanowanie gwarantowały unia florencka oraz unia brzeska. Głosił również pogląd, iż tylko zjednoczenie Galicji z Rosją poprawi sytuację miejscowej ludności ukraińskiej. W 1885 przyjął prawosławie, zaś w roku następnym wyjechał na stałe do Rosji. Starał się tam pozyskiwać poparcie dla galicyjskich moskalofilów, jednak poziom wykształcenia duchowieństwa i organizacja Rosyjskiego Kościoła Prawosławnego stały się dla niego przyczyną coraz głębszych rozczarowań. Zmarł w 1891 w trakcie prac nad zorganizowaniem na Zakaukaziu kolonii dla emigrantów z Galicji.
Przez trzy kadencje był posłem na Sejm Krajowy Galicji, przez jedną zasiadał w parlamencie austriackim.

## Życiorys

### Młodość
Wychował się w Busku, gdzie jego ojciec, Hryhoryj Naumowycz, pracował jako nauczyciel. Jego matka, z d. Drozdowska, była córką duchownego unickiego. Pierwszym językiem Naumowycza był polski, jednak Hryhoryj Naumowycz czuł się w pewnym stopniu związany z ruskością – w święta uczęszczał razem z rodziną do greckokatolickiej cerkwi. W okresie wczesnego dzieciństwa Naumowicza jego rodzice zdecydowali, iż ich syn zostanie duchownym. W tym celu oddali go na naukę do gimnazjum we Lwowie. Uzyskali również dla niego zapomogę finansową od hrabiny Mir, właścicielki dóbr buskich, która ceniła Iwana jako inteligentnego chłopca. Popadł on jednak w złe towarzystwo i stracił wsparcie rodziny; ukończył gimnazjum i wstąpił do greckokatolickiego seminarium duchownego.
Mimo pewnego poczucia łączności z kulturą ruską Naumowycz do 1848 utożsamiał się z narodowością polską i działał w polskim ruchu niepodległościowym. Należał do tajnej organizacji powstańczej „Towarzystwo Braci”, nieprzychylnie odnosił się do rodzącego się ruchu narodowego Rusinów galicyjskich. Swoje dotychczasowe przekonania zmienił pod wpływem incydentu, jaki zdarzył się, gdy w czasie Wiosny Ludów udał się do miasta Zaleszczyki w celu prowadzenia agitacji na rzecz niepodległości Polski. Ubrany w rogatywkę zorganizował nad Dniestrem zebranie chłopów, do których wygłosił mowę o nadchodzącej restytucji państwa polskiego przy pomocy Austrii i Francji. Chłopi rozpoznali jednak w Naumowyczu grekokatolika i stwierdzili, iż wobec tego nie może być Polakiem. Przyszły duchowny wspominał, iż epizod ten skłonił go do całkowitego przewartościowania swojego światopoglądu:

Dopiero teraz zacząłem trzeźwo rozważać o Polsce. Nie znałem dotąd naszego ludu, ponieważ nigdy nie byłem na wsi, nigdy nie miałem kontaktów z ludem. Wychowałem się w spolszczonym Busku, stamtąd udałem się do Lwowa, wszystko ruskie we mnie było tylko jakimś mętnym uczuciem. (...) Polska, tak sobie myślę, krzyczy: wolność, równość, braterstwo! (...) Ale jakaż to wolność, jeżeli narodowi ruskiemu nie wolno upominać się o prawa swej narodowości.

Po zakończeniu Wiosny Ludów i wznowieniu działania przez seminarium duchowne Naumowycz pragnął kontynuować w nim naukę, jednak jego prośba została odrzucona z powodu zaangażowania w polski ruch niepodległościowy. W związku z tym podjął na Uniwersytecie Lwowskim studia prawnicze. Utrzymywał się z korepetycji. W tym okresie nauczył się dobrze ludowego języka ruskiego i ostatecznie przestał utożsamiać się z narodem polskim. Doszedł również do wniosku, iż Rusini galicyjscy oraz mieszkańcy Ukrainy w składzie Imperium Rosyjskiego należą do jednego narodu, na rzecz którego winien odtąd działać.
W 1849 kierownictwo lwowskiego seminarium greckokatolickiego uznało, iż postawa Naumowycza uległa poprawie na tyle, że mógł on podjął na nowo naukę w szkole, począwszy od III roku. W 1851 ożenił się z Teodorą Hawryszkiewicz, córką duchownego. W tym samym roku przyjął święcenia kapłańskie z rąk metropolity Michała Lewickiego, po czym został wikariuszem parafii w Gródku Jagiellońskim. W 1853 został proboszczem parafii w Laszkach Królewskich, po czym po trzech latach został przeniesiony do Przemyślan.

### Działalność na rzecz puryfikacji obrządku wschodniego
Kierując parafią w Przemyślanach, ks. Naumowycz mieszkał w położonym w okolicy Korostnie, gdyż przy cerkwi parafialnej nie było plebanii. Do głównej świątyni parafii udawał się raz na 3–5 tygodni. Szybko zorientował się, iż taka sytuacja nie sprzyja związkowi miejscowych grekokatolików ze swoim obrządkiem i że regularnie uczestniczą oni w nabożeństwach w miejscowym kościele rzymskokatolickim. W pierwszej Świętej Liturgii odprawianej przez ks. Naumowycza uczestniczyło jedynie 17 wiernych. Duchowny uznał, iż przyczyną takiego stanu rzeczy są naleciałości łacińskie w liturgii greckokatolickiej i postanowił podjął z nimi walkę. W gazecie „Słowo” opublikował cykl artykułów zatytułowany Jakiego rodzaju są zmiany i uchybienia w stosunku do używanych u nas poprzednio obrządków w nabożeństwach, który wywołał w prasie galicyjskiej ożywioną dyskusję. Gazety polskie oskarżyły Naumowycza o popieranie Rosji i prawosławia (nazywanego „szyzmą”). Zyskał on natomiast poparcie znacznej grupy duchownych greckokatolickich, którzy podjęli w swoich parafiach podobne działania (tzw. ruch obrzędowy w Galicji).
W tym okresie duchowny kierował się wyłącznie pobudkami patriotycznymi. Argumentował, iż:

nasza narodowość i nasz obrządek cerkiewny – to są bliźnięta syjamskie, zrośnięte i nierozdzielne, jednakowo czujące, jednakowo cierpiące.

Obrona obrządku bizantyjsko-ruskiego przed elementami o proweniencji łacińskiej miała być zatem działaniem na rzecz ożywienia świadomości narodowej Rusinów galicyjskich. Duchowny protestował, jakoby miał dokonywać utajonej propagandy prawosławnej i twierdził, że można być doskonałym katolikiem, zachowując obrządek bizantyjski w jego czystej formie. Odnosząc się do zarzutu sympatii prororosyjskich, oznajmił, iż sympatyzuje z Rosjanami jako Rusin, jednak jako obywatel austriacki nie może być sympatykiem Rosji, ponadto jako duchowny negatywnie odnosi się do panujących w Rosji relacji między władzą świecką a duchowną.
Wyjaśnienia duchownego nie przekonały władz kościelnych w Austrii. Nuncjusz papieski w Wiedniu polecił łacińskiemu arcybiskupowi lwowskiemu Franciszkowi Ksaweremu Wierzchleyskiemu organizację śledztwa w sprawie aktywności ks. Naumowycza. Hierarcha z kolei powierzył jego przeprowadzenie dziekanowi przemyskiemu ks. Kochańskiemu. Jednym z efektów sprawy było powołanie przy papieskiej Kongregacji Rozkrzewiania Wiary oddziału ds. obrządków wschodnich. Greckokatolicki metropolita lwowski Hryhorij Jachymowycz nakazał w liście pasterskim do duchowieństwa zaprzestania samodzielnych działań na rzecz puryfikacji obrządku. W rozmowie z ks. Naumowyczem stwierdził, iż sama idea tego typu działań jest słuszna, jednak musi być realizowana w odpowiednim czasie i w odpowiedni sposób – po zwołaniu synodu duchowieństwa, nie zaś indywidualnie przez poszczególnych kapłanów. Naumowycz na polecenie metropolity przygotował zestaw propozycji zmian obrządku do rozpatrzenia przez tenże synod. Nie został on jednak nigdy przeprowadzony, gdyż Hryhorij Jachymowycz nagle zmarł, zaś jego następca Spirydion Litwinowicz okazał się przeciwnikiem ruchu na rzecz czystości obrzędów. Ks. Naumowycz został przez niego ukarany obowiązkiem odbycia dwutygodniowych rekolekcji (do czego się nie zastosował), zagrożono mu również pozbawieniem parafii.

### Działalność społeczna i publicystyczna
Nie mogąc dłużej zajmować się obrządkiem cerkiewnym, ks. Naumowycz postanowił zaangażować się w upowszechnianie oświaty na wsi galicyjskiej. Wydał w formie broszurowej książeczki Jaskółka oraz Opowieśni i pieśni. Doszedł jednak do wniosku, iż dla skutecznej walki z analfabetyzmem i brakiem wykształcenia chłopstwa konieczne jest wydawanie regularnie wychodzącego pisma, łączącego tematykę religijną z podstawami wiedzy historycznej, geograficznej, fizycznej, astronomicznej, informacjami praktycznymi z zakresu pszczelarstwa, hodowli bydła i ogrodnictwa, kącikiem dla dzieci oraz biogramami słynnych Rusinów. Publikował również w większości galicyjskich pism w języku ruskim i należał do najpoczytniejszych ich współpracowników. Ks. Naumowycz płynnie posługiwał się językami polskim, ukraińskim (ruskim), rosyjskim, niemieckim, hebrajskim, francuskim; rozumiał również angielski, włoski, chaldejski i syryjski.
W 1866 na łamach pisma „Słowo” opublikował pod pseudonimem tekst Spojrzenie w przyszłość w formie listu do redakcji, który stał się jednym z manifestów moskalofilstwa. Zadeklarował w nim jedność narodową nie tylko Ukraińców żyjących pod panowaniem austriackim i rosyjskim, ale wszystkich russkich w ogólności (tj. Ukraińców i Rosjan). Podkreślał przy tym zachowanie lojalności wobec Austrii. Lojalność nie miała przy tym stać na przeszkodzie stawianiu żądań wobec rządu, podobnie jak czynili to z powodzeniem Polacy. Wreszcie Naumowycz ostrzegał przed grożącą Rusinom galicyjskim polonizacją i latynizacją.
Tekst Naumowycza był komentowany nie tylko w Galicji, ale i we Francji, Niemczech i Rosji. Największy odzew wywołał jednak w polskojęzycznych pismach wydawanych w Austrii oraz wśród działaczy ruskich, którzy podzielili się na zwolenników i przeciwników zaprezentowanych w tekście tez. Polska „Gazeta Narodowa” zażądała od „Słowa” wyrzeczenia się poparcia dla Rosji. Wówczas Naumowycz otwarcie stwierdził na łamach pisma, iż:

Jako russki człowiek nie mogę w Moskwie nie widzieć russkich ludzi. I chociaż jestem Małorusinem, a tam mieszkają Wielkorusini; chociaż u mnie wymowa małoruska, a u nich wielkoruska to jednak i ja russki i oni russcy, podobnie jak Mazurzy i Wielkopolacy, i tak zwani „Waserpolacy” mają swoje szczegóły, swoją wymowę, swoją literaturę ludową, ale wszyscy zgadzają się z tym, że są Polakami

Powtarzając argumenty współczesnych mu słowianoznawców, Naumowycz twierdził, iż język rosyjski jest w istocie wspólną mową wszystkich Słowian wschodnich i że powstawał on poprzez wzbogacanie cerkiewnosłowiańszczyzny o elementy dialektów wielko-, biało- i małoruskich. Nawiązywał także do Powieści minionych lat, gdzie całość ziem zamieszkanych przez Słowian wschodnich była nazywana ziemią ruską. Zdaniem Bernadetty Wójtowicz-Huber nie jest możliwe ustalenie, czy teza Naumowycza, iż jedność kulturowa „ziemi ruskiej” nie musi iść w parze z przynależnością do jednego państwa była szczera, czy też autor złagodził w druku swoje poglądy, by uniknąć represji ze strony władz austriackich.
Polemika z „Gazetą Narodową” i głoszone poglądy zaskutkowały unieważnieniem wyboru ks. Naumowycza do sejmu w 1867 przez polską większość, a następnie usunięciem z parafii w Przemyślanach i przeniesieniem do Strzelcz. W nowej parafii ponownie zaangażował się w aktywność społeczną. W 1872 w Kołomyi powołał do życia dwa popularne pisma, mające na celu szerzenie oświaty: „Naukę” – miesięcznik oraz „Ruską Radę” – dwutygodnik. Dzięki zaangażowaniu duchownego Kołomyja stała się największym centrum wydawnictw w języku ukraińskim. „Ruską Radę” ks. Naumowycz redagował do swojej śmierci w 1891 wspólnie z Michałem Biłousem, poruszając na jej łamach zarówno tematykę narodową i religijną, jak i problemu gospodarcze.
Ks. Naumowycz zajmował się w czasie wolnym ogrodnictwem i pszczelarstwem, należał do Towarzystwa Pszczelarzy i Ogrodników z siedzibą w Kołomyi. W 1872 zorganizował w Horodence wystawę poświęconą tym dziedzinom rolnictwa. Zajmował się również amatorsko medycyną (głównie wodoleczniczą i homeopatyczną) i słynął w regionie jako lekarz udzielający pomocy najuboższym, nie tylko Rusinom. Był autorem opowiadań i dramatów, wydanych w trzech tomach po jego śmierci.

#### Poseł na Sejm Krajowy

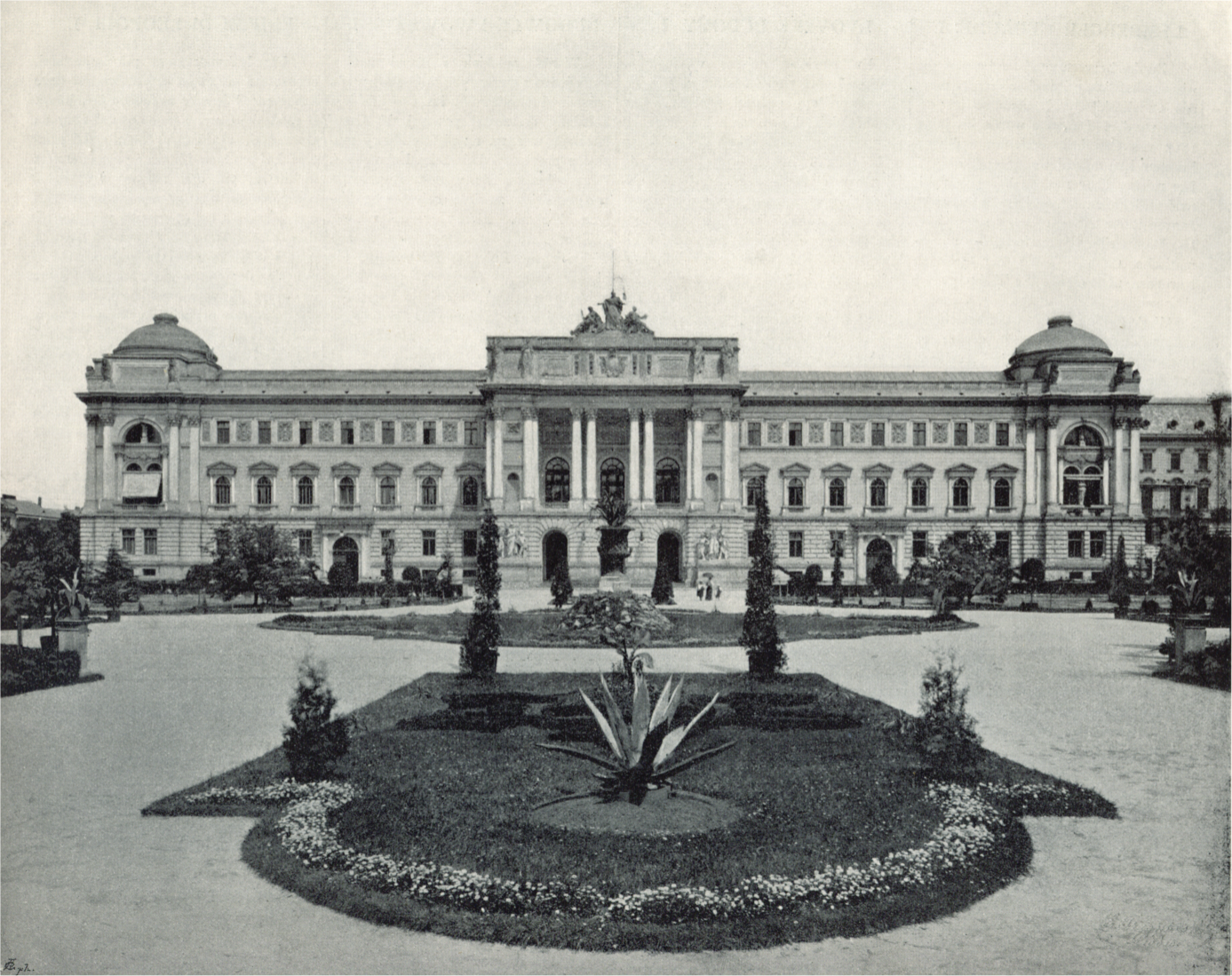
Budynek Sejmu Krajowego Galicji

Trzykrotnie był posłem na Sejm Krajowy Galicji z powiatu przemyślańskiego. Pierwszy raz został nim wybrany w 1861 w I kadencji Sejmu (z IV kurii obwodu Złoczów, okręg wyborczy nr 41 Złoczów-Gliniany). Wybrany na II kadencję Sejmu, jego mandat unieważniono zaraz na początku kadencji – 21 lutego 1867, na jego miejsce 12 grudnia 1867 wybrano Karola Battaglię. Naumowicza wybrano ponownie w wyborach uzupełniających 10 listopada 1868 na miejsce posła Mychajła Kuzemśkiego. 
Raz, w 1873, został wybrany na deputowanego parlamentu austriackiego.
W Sejmie Krajowym uzyskał znaczny autorytet dzięki rzeczowym wystąpieniom poświęconym położeniu Ukraińców w Galicji oraz doskonałej znajomości niemieckiego. Sprzeciwiał się polityce austriackiej polegającej na opieraniu się w Galicji na polskiej szlachcie, chociaż w odróżnieniu od części innych posłów ukraińskich nie posługiwał się hasłami nacjonalistycznymi, a nawet dopuszczał możliwość porozumienia polsko-ukraińskiego pod warunkiem wzajemnego poszanowania dwóch narodów i języków w Galicji. Wzywał do podziału Galicji na wschodnią (z językiem ruskim jako urzędowym z racji dominacji ludności ruskiej) oraz zachodnią (z językiem polskim). Greckokatolickie duchowieństwo Galicji, nawet jeżeli nie popierało jego poglądów w całości, w czasie wyborów aktywnie działało na rzecz uzyskiwania przezeń głosów chłopów.
W czasie związanym z obowiązkami parlamentarzysty pobytu w Wiedniu ks. Naumowycz poznał deputowanych z różnych regionów Austrii zamieszkanych przez Słowian. Od działaczy słoweńskich dowiedział się o Towarzystwie św. Mohorta, działającym w Lublanie, zajmującym się wydawaniem pożytecznej literatury dla szerzenia oświaty. Wzór ten duchowny postanowił przenieść na grunt galicyjski. W ten sposób powstało w maju 1875 Towarzystwo im. Mychajła Kaczkowśkiego, które postawiło sobie za cel:

krzewienie nauk, obyczajowości, pracowitości, abstynencji i oszczędności, świadomości obywatelskiej i cnót wszelkich pomiędzy narodem ruskim w Austrii.

Ks. Naumowycz był przez rok przewodniczącym towarzystwa, po czym zrezygnował z tej funkcji, gdy główna siedziba organizacji została przeniesiona do Lwowa, on zaś musiał pozostawać w Skałacie, gdzie był od 1872 proboszczem.

### Kontakty z Rosją
Ks. Iwan Naumowycz był przekonany o konieczności zjednoczenia wszystkich Słowian wschodnich w jednym państwie. W związku z tym w swojej działalności przyjął orientację jednoznacznie prorosyjską. W 1865, gdy dowiedział się o carskich planach akcji rusyfikacji Chełmszczyzny, wyraził chęć wyjazdu do Rosji i objęcia w tym regionie probostwa. Poszukujący w Galicji chętnych do takiego wyjazdu ks. Michaił Rajewski, proboszcz cerkwi przy ambasadzie rosyjskiej w Wiedniu, gorąco rekomendował go kierującemu akcją rusyfikacyjną ks. Władimirowi Czerkaskiemu. Ten sam duchowny przekonał również Naumowycza, by porzucił pierwotny plan demonstracyjnej konwersji na prawosławie i wyjazdu na rzecz pozostawania unitą i kontynuowania działań prorosyjskich wśród Ukraińców galicyjskich.
Prorosyjskie sympatie ks. Naumowycza szły znacznie dalej niż w przypadku wielu innych moskalofilów.

### Afera Hniliczek
W 1881 129 grekokatolików, mieszkańców wsi Hniliczki, z powodu konfliktu z miejscowym duchownym dokonała konwersji na prawosławie. Po zbadaniu sprawy i wykazaniu, iż kwestie doktrynalne nie miały znaczenia dla konwertytów, Cerkiew greckokatolicka zdołała przekonać mieszkańców Hniliczek do powrotu do pierwotnego wyznania. Władze austriackie postanowiły wykorzystać cały incydent jako pretekst do generalnej rozprawy z ruchem moskalofilskim, stawiając tym rusofilom, którzy mogli zainspirować mieszkańców Hniliczek do konwersji, zarzut dążenia do oderwania Galicji od Austrii, a następnie zarzut zdrady stanu. Do udziału moskalofilów w całym zdarzeniu władze przekonał fakt, iż konwertyci wydali deklarację zawierającą szereg argumentów przeciw katolicyzmowi, której zredagowanie nie byłoby możliwe dla chłopów nie posiadających niemal żadnego wykształcenia. O decydującą rolę w całej sprawie został oskarżony ks. Naumowycz. Zdaniem N. Paszajewej władze czekały jedynie na pretekst, by ukrócić jego działalność, i w tym charakterze wykorzystały aferę Hniliczek.
12 czerwca 1882 we Lwowie rozpoczął się pierwszy proces moskalofilów, w którym ks. Naumowycz został oskarżony o zdradę stanu. Broniąc się przed sądem, wygłosił mowę, w której skrytykował latynizację Kościoła greckokatolickiego i, nie odrzucając samej idei unii kościelnej, zasugerował reorganizację powstałego w jej rezultacie Kościoła. Zeznając przed sądem, nadal twierdził, iż sympatia dla prawosławia i kultury rosyjskiej nie musi oznaczać nielojalności wobec Austrii. Przyznał się, iż zgodził się zredagować deklarację chłopów hnilickich, by wstrząsnąć hierarchią greckokatolicką, czy nawet papieżem, i tym samym skłonić ją do zorganizowania greckokatolickiego synodu, który miałby zreformować Kościół. Ostatecznie zadeklarował rezygnację z sympatii prorosyjskich.
Lwowski sąd uniewinnił Naumowycza od zarzutu zdrady stanu, wymierzył mu jedynie wyrok ośmiu miesięcy pozbawienia wolności za zakłócanie porządku publicznego. Karę duchowny odbył między 27 grudnia 1883 a 27 sierpnia 1884. W więzieniu mógł kontynuować działalność pisarską i prowadzić dla innych skazanych zajęcia z zakresu pszczelarstwa. Skazanie duchownego przez austriacki sąd sprawiło, iż zaczął być postrzegany przez wiernych jako męczennik – w momencie wyjścia z aresztu został powitany przez wielotysięczne zgromadzenie, po którym zebrani chłopi po kolei odebrali od niego błogosławieństwo, nazywając go Ojcem Oświecicielem.

### Ekskomunika i konwersja na prawosławie
Odrębne postępowanie w jego sprawie przeprowadziły władze cerkiewne, w 1882 wykluczając go z Kościoła greckokatolickiego. Nie skłoniło go to do rezygnacji z wcześniejszych postulatów. Na łamach „Słowa” zagroził nawet przejściem na prawosławie, jeśli jego projekty zmian w Kościele zostaną zignorowane. Naumowycz otrzymał możliwość odwoływania się od decyzji metropolity lwowskiego do papieża, z której skorzystał. Skierowany do Leona XIII obszerny list (72 strony), ukończony w styczniu lub lutym 1883, nie zawierał deklaracji zmiany postawy, lecz krytykę latynizacji Kościoła greckokatolickiego, łamania postanowień unii florenckiej i zasady równości obrządków. Zapowiadał, iż dalsze trwanie tych procesów zakończy się masowymi konwersjami grekokatolików na prawosławie. Autor jedynie formalnie zakończył go prośbą o cofnięcie nałożonej nań ekskomuniki. Treść pisma mogła być wcześniej konsultowana z rosyjskimi duchownymi prawosławnymi, gdyż jeszcze w 1882 zostało ono opublikowane po rosyjsku nakładem Świątobliwego Synodu Rządzącego. Mimo jednoznacznej treści listu Naumowycza, a także faktu, iż w oczekiwaniu na odpowiedź nadal akcentował on zamiary konwersji na prawosławie, duchowieństwo greckokatolickie dekanatu lwowskiego rozważało w 1884 zredagowanie wspólnego apelu do papieża o jego ułaskawienie. Z zamiaru tego zrezygnowano, gdyż przeważyła opinia, iż nie należy szukać u papieża łaski, ale sprawiedliwości. W 1884 Naumowycz odbył ostatnią rozmowę z konsystorzem greckokatolickim, w czasie której nie wyrzekł się swoich poglądów. W 1885 metropolita Sylwestr Sembratowycz potwierdził nałożoną nań ekskomunikę.
W 1884 Iwan Naumowycz udał się w swoją pierwszą podróż do Rosji, gdzie przyjmowany był jak bohater. Odwiedził Kijów, Moskwę, Petersburg, Wilno, Chełm i Warszawę; wszędzie witany był owacyjnie zarówno przez wyznaczone przez władze rosyjskie delegacje, jak i przez emigrantów z Galicji. W Ławrze Troicko-Siergijewskiej pod Moskwą metropolita moskiewski Joannicjusz wydał na jego cześć uroczysty obiad. W Petersburgu analogiczne przyjęcie zorganizował lokalny oddział Komitetu Słowiańskiego, zaś w Wilnie – prof. Jakiw Hołowacki z miejscowymi urzędnikami rosyjskimi. Na prośbę arcybiskupa chełmsko-warszawskiego Leoncjusza odbył podróż po Chełmszczyźnie, gdzie spotykał się m.in. z duchownymi przybyłym z Galicji. W 1885 udał się do Rosji po raz drugi, apelując o ratowanie przed bankructwem Społecznego Zakładu Rolniczo-Kredytowego, w którym swoje oszczędności przechowywała znaczna część galicyjskich Ukraińców. Prowadzona przez niego akcja zbierania funduszy została wsparta przez cara i zakończyła się pełnym sukcesem. 
Po powrocie do Galicji ks. Naumowycz oznajmił, iż ma zamiar pozostawać grekokatolikiem, a nawet złożyć akt pokutny przed papieżem. Był to jedynie manewr uzgodniony ze Świątobliwym Synodem Rządzącym Rosyjskiego Kościoła Prawosławnego. Do duchownego zaczęły zgłaszać się delegacje chłopów z różnych wsi z pytaniami, czy nadszedł już czas na masowe konwersje na prawosławie. Ten oficjalnie odwodził ich od tego kroku, chociaż sam uważał się już za prawosławnego. Ostatecznie w 1885, w odpowiedzi na list metropolity Sylwestra Sembratowycza zawarł krytykę Kościoła katolickiego i ogłosił jego porzucenie. 6 października tegoż roku w cerkwi św. Jerzego we Lwowie oficjalnie przeszedł na prawosławie.

### Wyjazd do Rosji
W Austro-Węgrzech jedyne etnicznie ruskie parafie prawosławne znajdowały się na Bukowinie (z wyjątkiem lwowskiej cerkwi św. Jerzego), co oznaczało, iż ks. Naumowycz musiałby wyjechać tam, by móc na nowo podjąć pracę duszpasterską. Mimo zaproszeń metropolity Bukowiny duchowny nie zdecydował się na to, wiedząc, że stale znajdowałby się pod obserwacją policyjną. Z uwagi na złą sytuację materialną rodziny udał się w 1886 do Kijowa. Ponownie został przyjęty z wszelkimi honorami; car Aleksander III odznaczył go złotym krzyżem i nadał stałą pensję, Świątobliwy Synod Rządzący nadał mu godność protoprezbitera. Był zapraszany na dwór carski, gdzie zapewniał o swojej dalszej gotowości do pracy na rzecz propagowania prawosławia w Galicji, szczerze przekonany, iż jedynie połączenie z Rosją poprawi sytuację galicyjskich Ukraińców.
Ks. Naumowycz szybko opuścił Kijów i objął wiejską parafię w Borszczagówce, gdzie na nowo podjął pracę społeczną wśród chłopów. Wkrótce powrócił do pierwotnego miejsca zamieszkania, gdzie dostrzegał większe możliwości propagowania idei połączenia Galicji z Rosją. Jego zdaniem moment ten był bardzo bliski i oczekiwany przez większość mieszkańców Galicji:

Jedno słowo: Rosyjski Car natchnie wszystkich. Rosyjski Car i ruska wiara – to są czarodziejskie dźwięki, które przenikną do głębi serc

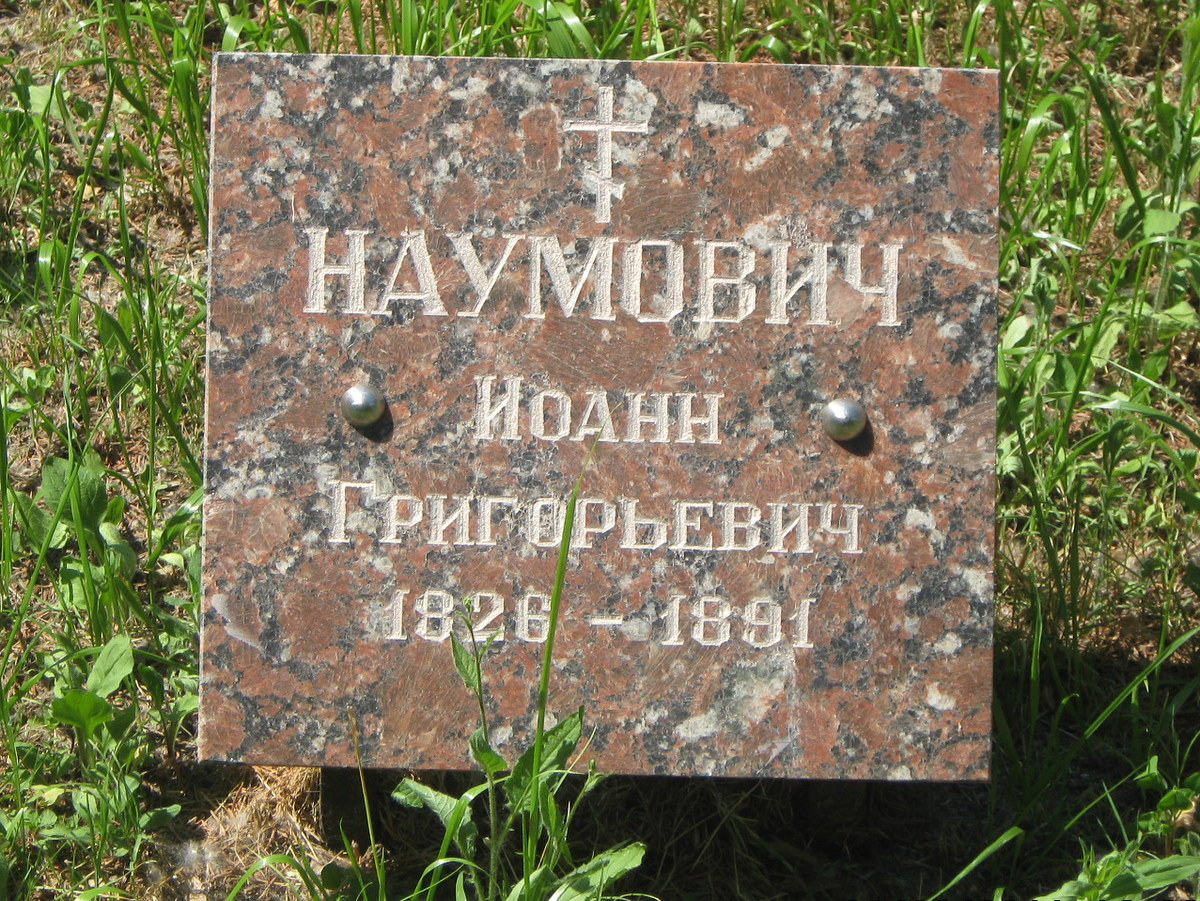
Grób Iwana Naumowycza

Równocześnie duchownego przerażało słabe wykształcenie rosyjskich kapłanów prawosławnych, bieda wiejskich duchownych i chciwość części z nich. Zdumiewał go fakt niezaangażowania duchowieństwa w rozwiązywanie problemów społecznych – jego własne publikacje na ten temat spotykały się z krytyką hierarchii. Przekonany, iż realne poparcie ludu dla duchowieństwa możliwe jest tylko wtedy, gdy duchowni zbliżają się do najuboższych wiernych, był coraz bardziej rozczarowany odmienną postawą kapłanów rosyjskich. Innym źródłem rozczarowania dlań był stosunek duchowieństwa do jego działań na rzecz pozyskiwania środków dla galicyjskich moskalofilów, negatywne stereotypy związane z Galicjanami żywe w społeczeństwie rosyjskim oraz odrzucenie poglądu, iż tamtejsi Ukraińcy również są Rosjanami.
Wobec odrzucenia koncepcji reform duchowieństwa parafialnego, uznanych za zbyt radykalne, ks. Naumowyczowi powierzono organizację kolonii dla emigrantów z Galicji w regionie Zakaukazia. Miały one zachęcić Galicjan, by miast do Ameryki Północnej udawali się na emigrację do Rosji. W podróży na miejsce przewidywanej kolonii duchowny nieoczekiwanie zachorował na żołądek i zmarł. W związku z wyrażonym wcześniej życzeniem jego ciało zostało przewiezione do Kijowa i pochowane na cmentarzu na Askoldowej Mogile.